# Arthisma pectinata
Arthisma pectinata là một loài bướm đêm trong họ Noctuidae.